# Carol Moseley Braun
Carol Elizabeth Moseley Braun (Chicago, 16 augustus 1947) is een Amerikaans politicus en advocaat. Moseley Braun is een voormalig senator en ambassadeur. Ze was de eerste Afro-Amerikaanse vrouw in het Amerikaanse Senaat en de eerste vrouw die een zittende senator wist te verslaan.

## Levensloop
Ze werd geboren als Carol Elizabeth Moseley en studeerde rechten aan de Universiteit van Illinois te Chicago, waar ze in 1969 haar bachelordiploma behaalde. In 1972 ontving ze een doctoraat in de rechten van de Universiteit van Chicago. Braun werkte van 1973 tot 1977 als openbaar aanklager van de federale overheid in Chicago. In 1978 werd ze verkozen tot lid van het Huis van Afgevaardigden van de staat Illinois.
Nadat senator Alan Dixon in 1991 voor de benoeming van de conservatieve opperrechter Clarence Thomas stemde, besloot Moseley Braun om zich verkiesbaar te stellen als senator. Op 3 november 1992 versloeg ze Dixon en won ze de verkiezingen, waarmee ze niet alleen de eerste Afro-Amerikaanse vrouw en de eerste Afro-Amerikaanse Democraat in het Senaat werd, maar ook de eerste vrouw die een zittende senator in de Amerikaanse Senaatsverkiezingen wist te verslaan. Ze was de enige Afro-Amerikaan in het Senaat van 1993 tot 1999.
Als senator stond Moseley Braun bekend om haar linkse standpunten op sociaal terrein. Zo is ze een voorstander van het recht op abortus, steunt ze beperkingen op het recht om vuurwapens te dragen, en is ze een tegenstander van de doodstraf. Ze stemde tegen de Defense of Marriage Act, een wet uit 1996 die bepaalde dat een huwelijk tussen twee personen van hetzelfde geslacht niet gelijkwaardig is aan een huwelijk tussen man en vrouw. Ook stemde ze tegen de Communications Decency Act, een wet uit 1996 bedoeld om porno op het internet te reguleren. Op economisch en ander gebied hield ze echter een meer conservatieve koers aan. Zo steunde ze het North American Free Trade Agreement (NAFTA) en stemde ze voor de bouw van een nucleaire stortplaats in Nevada.
In 1998 verloor Moseley Braun nipt de Senaatsverkiezingen van de Republikeinse kandidaat Peter Fitzgerald (die op zijn beurt in 2005 werd opgevolgd als senator door Barack Obama). In 1999 werd Braun door de toenmalige president Clinton benoemd tot Amerikaans ambassadeur in Nieuw-Zeeland. In deze post diende ze tot 2001.
In februari 2003 kondigde Moseley Braun haar kandidatuur aan als president van de Verenigde Staten. Op 15 januari 2004, enkele dagen voor de eerste stemming, in de voorverkiezingen (caucus) in Iowa, besloot ze echter uit de race te stappen en schaarde zich achter een andere presidentskandidaat, Howard Dean.
Moseley Braun werd in 1993 verdacht van het verdoezelen van campagnefondsen. De Federal Election Commission onderzocht 249.000 dollar aan verdwenen campagnefondsen en vond enkele onregelmatigheden, maar nam geen actie tegen Moseley Braun. In april 1997 werd Braun beroofd van haar handtas nabij haar woning in Chicago. Hierbij brak zij haar linkerpols. Ene Joseph Dixon werd in 2008 veroordeeld voor de beroving en kreeg een gevangenisstraf van 20 jaar.
Anno 2017 staat Moseley Braun aan het hoofd van een advocatenkantoor in Chicago. Ze verkoopt ook een eigen lijn van biologisch voedsel genaamd Ambassador Organics. Moseley Braun is gescheiden en heeft een zoon.